# Madone d'Utelle
La Madone d’Utelle est un sanctuaire et lieu de pèlerinage, perché sur une montagne du département des Alpes-Maritimes, dans la commune d’Utelle, en Provence-Alpes-Côte d’Azur.

## Légendes
Vers l’an 850, la Vierge serait apparue à des marins espagnols pris dans une violente tempête et les aurait sauvé d’un naufrage certain. Ils édifient alors par reconnaissance un oratoire sur le lieu indiqué par Marie pour commémorer le miracle. Le premier « pilon » commémoratif s’agrandit, devient une chapelle appelée le sanctuaire Notre-Dame des Miracles; de même qu’un lieu de pèlerinage fréquenté, reconnu par la papauté romaine. 
En 1510, la fille du syndic de Sospel, alors sourde et muette, aurait été guérie de ses handicaps après un pèlerinage au sanctuaire.
On peut rencontrer sur le plateau des petites étoiles à 5 branches. Selon une autre légende, c’est Marie qui les répandrait sur la terre pour les pèlerins de  passage, pendant la nuit. Mais les scientifiques élaborent une explication plus rationnelle: ce seraient des fossiles d’animaux marins : Crinoïdes ou Lys de Mer, qui couvraient le sol il y a 140 millions d’années, quand ce site était sous la mer.

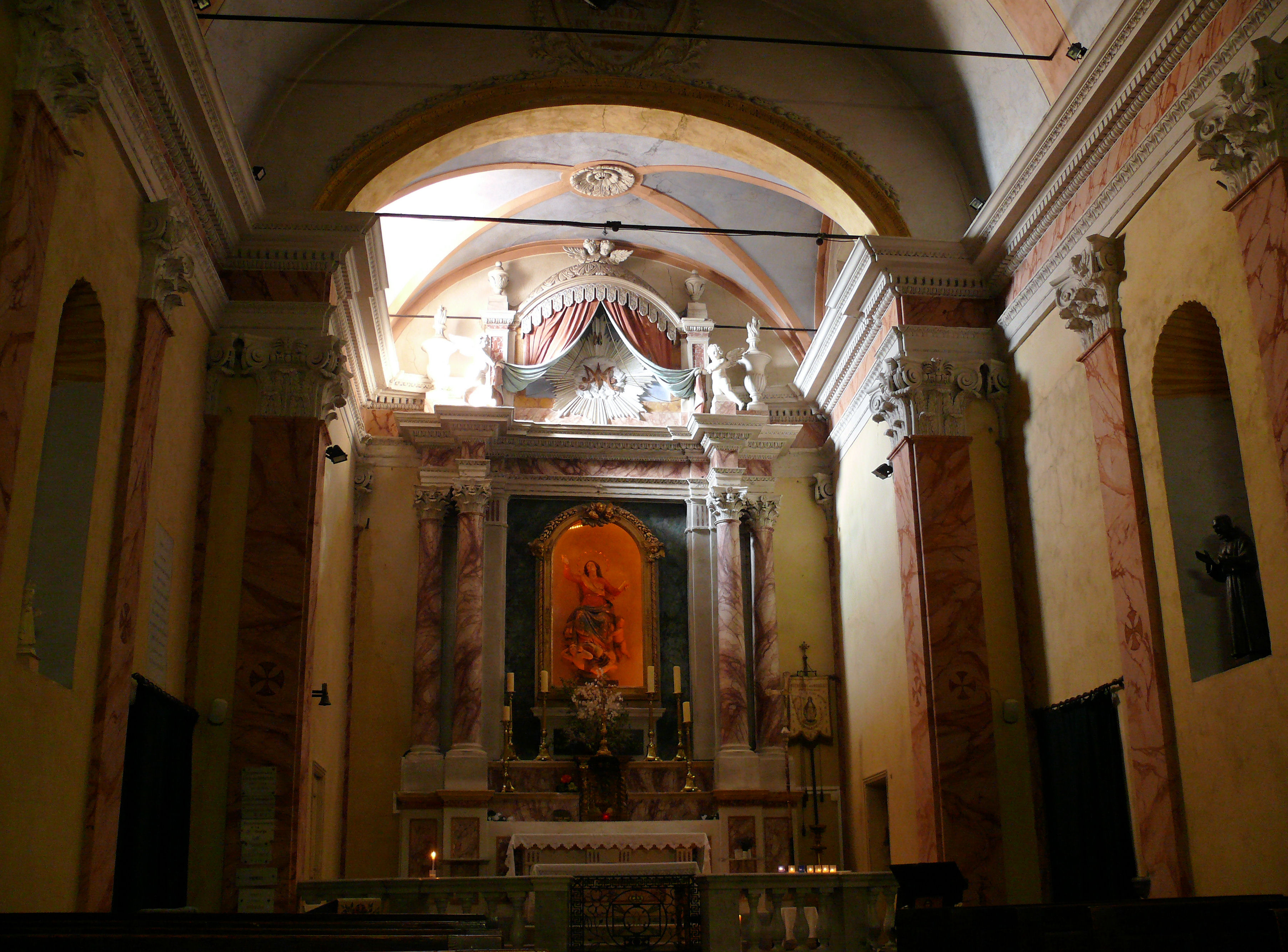
Nef à l'intérieur du sanctuaire

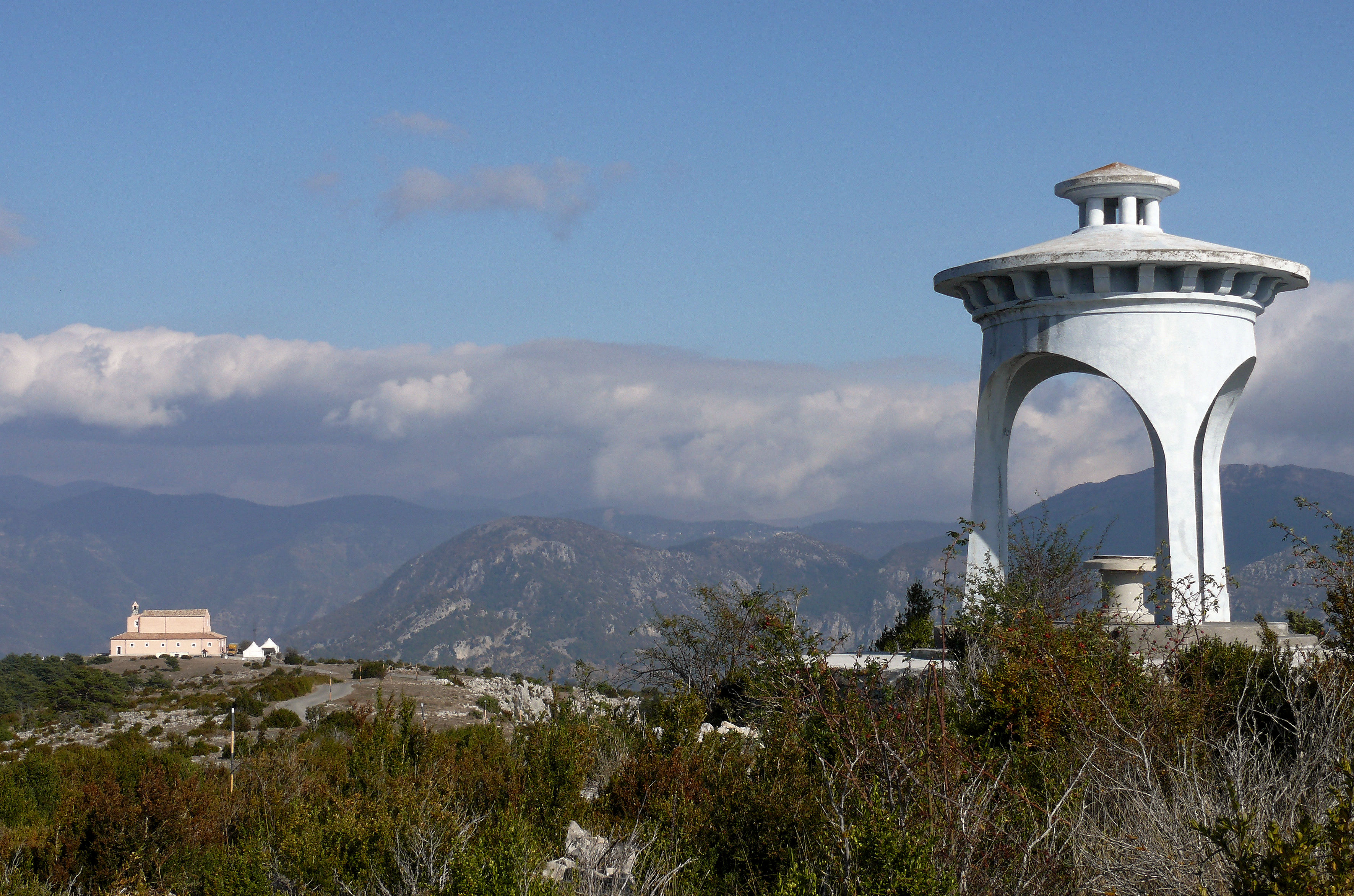
Table d'orientation (1194 m). Son panorama va de la mer Méditerranée jusqu'aux sommets du parc national du Mercantour

## Histoire
Le sanctuaire fut maltraité par les guerres et dévasté durant la Révolution et le Consulat, notamment à la suite de l'occupation du plateau par les troupes françaises du général Masséna en novembre 1793 et par le général Garnier en mai 1800. Cependant le sanctuaire fut reconstruit en 1806. En 1871, le cloître a été construit pour marquer le millénaire du sanctuaire. Mais avec le temps le sanctuaire fut progressivement abandonné. 
Il est réhabilité sous l’impulsion du père Gil Florini, actuel prêtre de la paroisse Charles-de-Foucauld, à Nice ; et est redevenu un lieu d’accueil. D’importants pèlerinages s’y déroulent à Pâques, à la Pentecôte, le 15 août et le 8 septembre. Tout au long de l’année, des rencontres et temps de prières y sont organisés.

## Cyclisme

### Profil de l'ascension
Depuis Saint-Jean la Rivière (290 m), la montée vers la Madone d’Utelle est longue de 15,2 km à 5,8 % jusqu'au sanctuaire. Jusqu’au village perché d’Utelle (795 m au niveau du parking latéral en balcon), au km 8,4 l’ascension s’effectue souvent en épingles entre des oliviers et quasiment pas d’ombre à part vers le quatrième kilomètre. Les pourcentages sont très réguliers, de l’ordre de 6 % si ce n’est une portion à 8 % après environ 5,5 km. Il y a un replat à l’entrée d’Utelle avant que la pente ne se redresse pour arriver à la sortie du village. Un kilomètre après Utelle, alors que l’on quitte la D32 (direction de La Tour-sur-Tinée),  pour suivre la D132 à gauche, la route devient étroite, plus ombragée et les pourcentages moins difficiles, de l’ordre de 4 et 5 %. On sort de la forêt à 2 km du sommet avec quelques courtes portions plus dures. Arrivé devant le sanctuaire (1 174 m), la route peut se poursuivre jusqu’à 800 m plus loin, encore plus étroite, jusqu’à la table d’orientation (1 194 m) et l’antenne TDF.

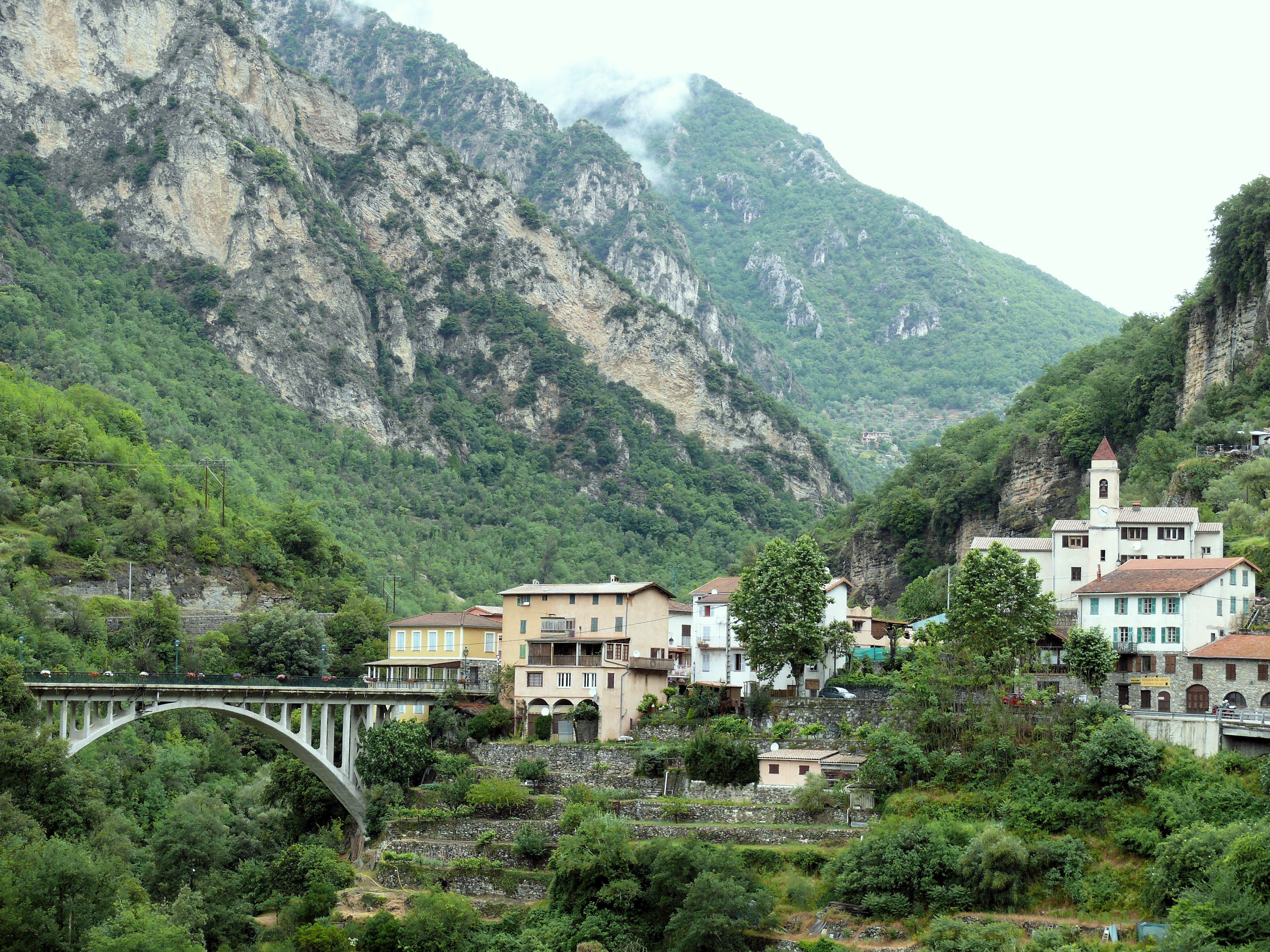
Saint-Jean-la-Rivière au pied de l'ascension.
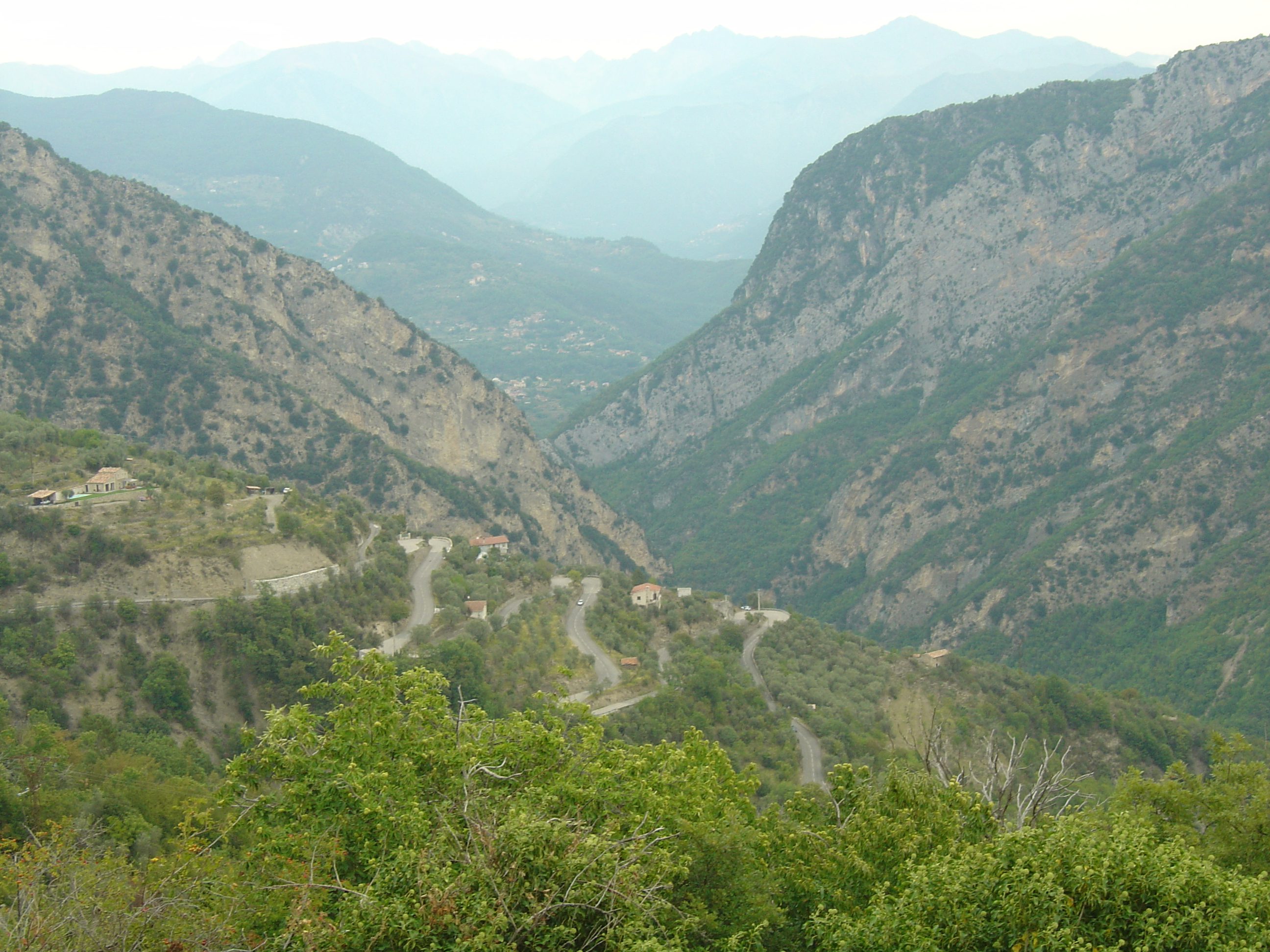
Plus bas les lacets entre les oliviers dans la première partie de l’ascension.
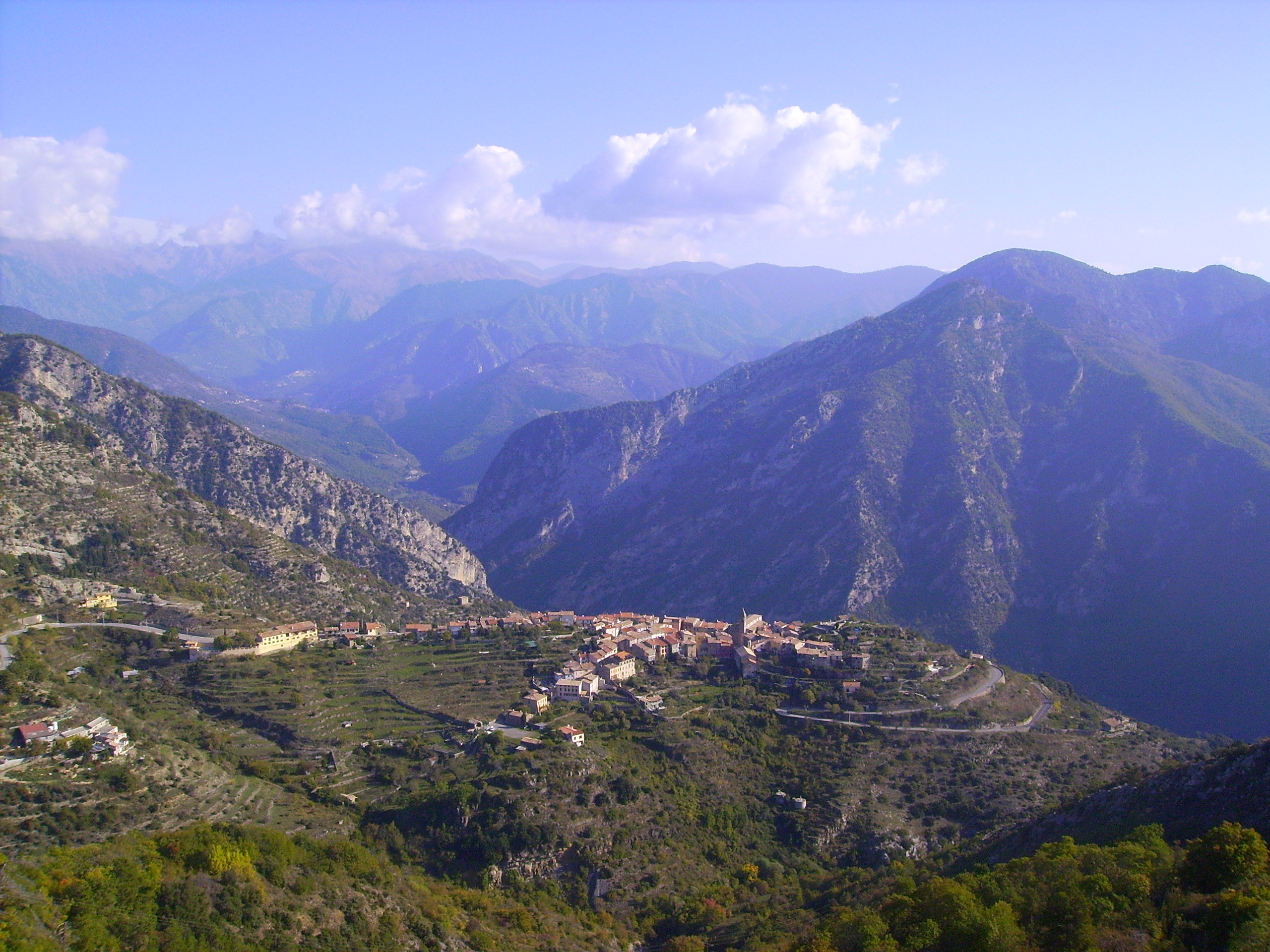
Plus bas Utelle, village traversé durant l’ascension.

### Paris-Nice
La Madone d'Utelle fut à l'arrivée de la 6e étape du Paris-Nice 2016 à l'issue d'un parcours de 177 km depuis Nice, et la montée finale fut classée en première catégorie. Au sommet, Ilnur Zakarin remportait l'étape devant un petit groupe composé notamment d'Alberto Contador, de Richie Porte et de Geraint Thomas qui dépossédait Michael Matthews du maillot jaune.
De nouveau une arrivée fut organisée lors de la 7e étape du Paris-Nice 2024. Cependant il s'agissait d'un parcours de repli, les conditions climatiques empêchant les coureurs de pouvoir passer au col de la Colmiane et arriver dans la station d'Auron tel que c'était prévu initialement, à des altitudes plus hautes. La course effectuée sous le froid et la pluie, c'est Aleksandr Vlasov qui remportait cette étape après avoir attaqué à 4 km de l'arrivée tandis que Brandon McNulty parvenait à sauver son maillot jaune pour quelques secondes.